# Tres captaires
Tres captaires és un oli sobre tela de 130 × 95,5 cm realitzat per Giacomo Ceruti vers l'any 1736 i pertanyent a la Col·lecció Carmen Thyssen-Bornemisza, el qual es troba en dipòsit al Museu Nacional d'Art de Catalunya.

## Context històric i artístic
Ceruti va ésser un artista enigmàtic que va produir pintures religioses i retrats, el qual va voler representar les classes més castigades de la seua Llombardia natal i de l'àmbit del Vènet, persones comunes i infelices però reals (captaires, camperols, nans, vagabunds, etc.), així com els oficis més humils, tots representat amb una enorme dignitat i realisme, i sense cap mena de concessió a les convencions. Ceruti té una capacitat única per a descriure fragments de la vida quotidiana d'aquestes persones sense baixar mai a aspectes anecdòtics i mantenint sempre una òptica humana. La denúncia social que hom veu en els seus olis no es troba exempta de significats morals en exposar la misèria com a condició i forma de vida. Les pintures de caràcter social encaixen bé amb les idees que van florir al llarg del segle xviii arran de la Il·lustració, i tot i que, efectivament, són una protesta contra les condicions existents, també són una lliçó moral constructiva que eleva aquesta classe d'arguments, és a dir, la pobresa com a estat espiritual, a la categoria artística. Així doncs, la mida de la tela, gairebé com la d'un quadre d'altar, i la monumentalitat de les figures, l'allunyen d'una simple obra de gènere, i és una creació que ofereix un argument nou i que delata el talent de l'autor, digne de figurar entre els grans pintors del Settecento.
La crítica ha tractat d'analitzar les arrels i influències que van poder convergir en la confecció dels temes tractats per Ceruti, en els quals es va retratar l'entorn en un to molt diferent al que empren altres pintors del seu temps. Entre els artistes que s'han esmentat com a font d'inspiració es troben el danès Eberhard Keil, els italians Antonio Cifronti i Pietro Bellotto i, especialment, el francès Jacques Callot, els gravats del qual va fer servir Ceruti per a alguns dels seus treballs.
És una peça que a la seua excel·lent qualitat i bon estat de conservació cal afegir un pedigrí prestigiós, ja que va ésser un encàrrec fet al pintor el 1736 pel col·leccionista i mariscal Matthias von Schulenburg, que se la va endur a la seua mansió de Berlín. El quadre es va subhastar el 1775 a Londres juntament amb altres del militar germànic i, posteriorment, va passar per dues col·leccions britàniques: la de Malcolm Waddingham i la de Vincent Korda. El 1975 va passar a ésser propietat del baró Thyssen-Bornemisza.

## Descripció
L'escena mostra tres personatges (dos homes i una dona) d'edat molt avançada, vestits amb parracs, posant amb aire absent al voltant d'una taula i enmig d'una gamma quasi monocroma d'ocres i grisos matisats per la llum que impregna l'estança buida. Ceruti uneix la inestabilitat de les postures dels dos personatges masculins a la inestabilitat mateixa de llurs vides. A diferència d'altres quadres, ha substituït el fons de paisatge urbà o campestre per un fons més d'acord amb les seues figures i els colors contribueixen a donar més versemblança, si és que això és possible, als seus tres captaires.